# Angel Clare
| Recensione                        | Giudizio   |
| --------------------------------- | ---------- |
| AllMusic                          | [ 3 ]      |
| Robert Christgau                  | C          |
| The New Rolling Stone Album Guide | [ 5 ]      |
| Sputnikmusic                      | 2.9 (Good) |
| Dizionario del Pop-Rock           | [ 7 ]      |

Angel Clare è il primo album discografico da solista (in copertina a nome Garfunkel) del cantante Art Garfunkel (membro del duo Simon & Garfunkel), pubblicato nel settembre del 1973.
Il titolo è tratto dal nome del personaggio del libro Tess dei d'Urbervilles di Thomas Hardy.

## Tracce

### LP
Lato A
1. Traveling Boy – 5:00 (Roger Nichols, Paul Williams)
2. Down in the Willow Garden – 4:03 (Charlie Monroe)
3. I Shall Sing – 3:36 (Van Morrison)
4. Old Man – 3:24 (Randy Newman)
5. Feuilles-Oh/Do Space Men Pass Dead Souls on Their Way to the Moon? – 3:09 (Tradizionale/Johann Sebastian Bach, Linda Grossman)

Lato B
1. All I Know – 3:46 (Jimmy Webb)
2. Mary Was An Only Child – 3:28 (Jorge Milchberg, Albert Hammond, Mike Hazlewood)
3. Woyaya – 3:18 (Sol Amarfio, Osibisa)
4. Barbara Allen – 5:25 (Tradizionale)
5. Another Lullaby – 3:32 (Jimmy Webb)

## Formazione
- Art Garfunkel - voce
- Larry Knechtel - tastiera
- Joe Osborn - basso
- Hal Blaine - batteria
- Michael Omartian - tastiera
- Jim Gordon - batteria
- Louie Shelton - chitarra
- Carl Radle - basso
- Larry Carlton - chitarra
- Tommy Tedesco - mandolino, bouzouki
- Dean Parks - chitarra
- Jorge Milchberg - charango
- J.J. Cale - chitarra
- Fred Carter - chitarra
- Jerry Garcia - chitarra
- Paul Simon - chitarra
- Milt Holland - percussioni
- Stuart Canin - violino
- Jules Broussard - sax
- Jack Schroer - sax
- Dorothy Morrison, Sally Stevens, Jackie Ward, St. Mary's Choir - cori

Note aggiuntive
- Art Garfunkel e Roy Halee - produttori
- Ernie Freeman, Jimmy Haskell e Peter Matz - arrangiamento sezione archi
- Registrazioni effettuate al Grace Cathedral di San Francisco, California (Stati Uniti)
- Roy Halee e Mark Friedman - ingegneri delle registrazioni
- Roy Halee - ingegnere del remixaggio (al CBS Studios di San Francisco)
- Stan Ross - assistente tecnico
- George Horn - mastering
- Jim Marshall - fotografie
- Ron Coro - art direction
- Ringraziamento speciale a: Audie Ashworth, Diane Doherty, Cass Eliot, Ron Haffkine, Michelle Haystrand, Mike Kranzke[9]

## Classifica
Album
| Anno | Classifica            | Posizione raggiunta |
| ---- | --------------------- | ------------------- |
| 1973 | Billboard 200         | 5                   |
| 1973 | Official Albums Chart | 14                  |

Singoli
| Anno | Titolo del brano | Classifica         | Posizione raggiunta |
| ---- | ---------------- | ------------------ | ------------------- |
| 1973 | All I Know       | Billboard Hot 100  | 9                   |
| 1974 | I Shall Sing     | Billboard Hot 100  | 38                  |
| 1973 | All I Know       | Adult Contemporary | 1                   |
| 1974 | I Shall Sing     | Adult Contemporary | 4                   |